# Siklósi szőlők megállóhely
Siklósi szőlők megállóhely egy Baranya vármegyei vasúti megállóhely, amit a MÁV üzemeltet Siklós városában. Jelenleg a személyszállítás szünetel.

## Vasútvonalak
A megállóhelyet az alábbi vasútvonalak érintik:
- Középrigóc–Villány-vasútvonal

## Kapcsolódó állomások
A megállóhelyhez az alábbi állomások vannak a legközelebb:
- Máriagyűd megállóhely (Középrigóc–Villány-vasútvonal)
- Siklós vasútállomás (Középrigóc–Villány-vasútvonal)

## Forgalom
Az áthaladó vasútvonalon és vele együtt e megállóhelyen is a személyszállítás 2007. március 4-e óta szünetel.

## Megközelítés
A megálló Siklós lakott területének északnyugati részén helyezkedik el, közvetlenül a jelenleg önkormányzati útnak minősülő helyi Gyűdi út szintbeli vasúti kereszteződése mellett, annak nyugati oldalán.